# 2023年尼泊爾地震
尼泊爾在2023年11月3日晚上11點47分發生矩震級5.6級地震，位置是在西部格尔纳利省的扎澤爾科特區，造成至少157人死亡，至少375人受傷。尼泊尔政府的初步快速评估显示，受灾最严重的地区有4000多所房屋受损，大约有130万人可能受到地震影响，近25万人可能在地震发生后72小时内需要人道主义援助。联合国和尼泊尔警方、武警部队和军队都已经共同展开应急工作。

## 構造環境
尼泊爾位於喜馬拉雅山脈，喜馬拉雅山脈是印度板塊與歐亞大陸板塊碰撞形成的。這些板塊以每年 40-50 毫米（1.6-2.0 英吋）的速度匯聚。 印度板塊逆衝到歐亞板塊大陸地殼之下，沿著碰撞帶形成逆衝斷層。 
地震在尼泊爾很常見。1934年發生了8.0級地震，在尼泊爾和印度比哈爾邦造成10,700多人死亡。1988年，尼泊爾東部發生6.9級地震，造成700多人死亡。2015年，尼泊爾中部發生7.8級地震，造成9000多人死亡，其中許多人在首都加德滿都。

## 地震

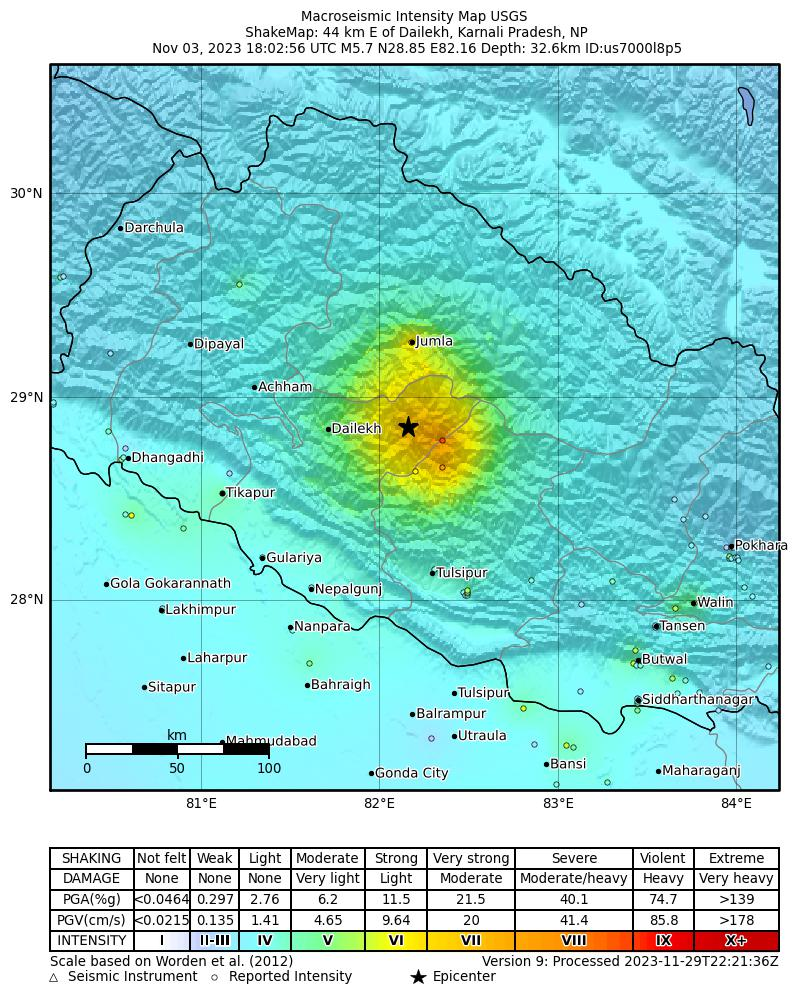
美國地質調查局 (USGS)製作的強烈震動圖。

美國地質調查局 (USGS) 表示，此地震震級為 Mww 5.7 級，深度為 16.5（10.3英里）。 尼泊爾國家地震監測和研究中心記錄到里氏地震規模為 6.4 級(ML)地震。 斷層面解被確定為沿著西北-東南走向的平面反向斷層，傾斜東北或西南。 主震後至少記錄了 483 次餘震。 其中至少有 6 個餘震震級高於 4.0 級。 震央估計位於 Jajarkot 區的 Ramidanda。 11月6日發生5.3級餘震。

## 影響
截至2023年11月5日：至少有157人死亡，賈加科特有105人罹難、55人受傷，魯古姆西區則有52人罹難、85人受傷。在此次地震中共有375人受傷。
在賈加科特區，至少有三人受傷，許多以前受主震影響的房屋倒塌。山體滑坡還封鎖了里姆納附近的道路。
加德滿都居民也有震感。 印度城市勒克瑙、巴特那、和新德里有震感，導致人們恐慌並逃離建築物。 在巴赫赖奇和齋浦爾等城市，許多房屋和建築物，包括兩家酒店，都出現裂縫。
11月6日的餘震造成西魯庫姆區和賈加科特區的16人受傷，三棟房屋倒塌。 山體滑坡堵塞了 Rimna 附近的道路。

## 反應

### 尼泊尔國內反應
尼泊爾內政部發言人納拉揚·普拉薩德·巴塔拉伊表示，安全部隊已部署到該地區。還部署了直升機來運送人道主義援助和工作人員，而士兵則被派往清理被山體滑坡阻塞的道路。在尼泊爾根傑地區醫院，為地震災民分配了100多張病床待命。.
尼泊爾總理普什帕·卡邁勒·達哈爾表示“他對地震造成的人員和身體損失深感悲痛”。11月4日，他在16人的陸軍醫療隊的陪同下乘坐直升機訪問了該地區。11月5日，地震搜救工作結束。
搜救行動在地震發生36小時後於11月5日結束。在賈加科特區，一名官員表示，重點是為倖存者提供援助。尼泊爾電信表示，語音，簡訊和Wi-Fi服務將免費提供給魯庫姆和賈加科特地區的客戶五天，以促進信息交換。

### 國際反應
印度總理納倫德拉·莫迪表示，他對尼泊爾地震造成的人命損失和破壞深感悲痛，並補充說，印度“與尼泊爾人民團結一致，並準備提供一切可能的援助”。
中国国家主席习近平、国务院总理李强分别向尼泊尔总统和总理致慰问电。中國駐尼泊爾大使陳松表示，中國將在未來幾天內從中國南亞國家應急物資儲備中向尼泊爾運送價值1億盧比的帳篷和毯子以及其他救援物資。
 土耳其外交部在一份声明中向尼泊尔政府和人民表示慰问，并祝愿受伤者早日康复。这次地震造成了严重的人员伤亡，土耳其通过慰问表达了他们对受灾国家的关切和支持。
 巴基斯坦看守總理安瓦爾·哈克·卡卡爾向地震受害者表示哀悼和祈禱，並表示巴基斯坦已準備好向尼泊爾提供援助。
 俄羅斯總統弗拉基米爾·普丁於11月4日致函尼泊爾總統，對生命和財產損失表示哀悼。
 伊朗紅新月會主席皮爾·海珊·科利萬德表示，他們將向尼泊爾派遣醫療和援助隊。
 政府稱將提供300000美元人道援助予災民。

### 跨國組織
聯合國兒童基金會宣佈，它正在與夥伴組織合作，評估對兒童和家庭的損害和影響。